# Pietroasele
Pietroasele és una comuna del comtat de Buzău, Muntènia, Romania, coneguda per les seves vinyes. El nom significa "les muntanyes rocoses". La comuna es compon de sis pobles: Câlțești, Clondiru de Sus, Dara, Pietroasa Mică, Pietroasele i Șarânga. Es va fer famós amb el descobriment el 1837 del Tresor de Pietroasa compost per diverses peces d'or i pedres precioses. L'historiador romanès Alexandru Odobescu va escriure un llibre sobre el descobriment arqueològic.
El poble és el centre de diversos jaciments arqueològics, com la fortalesa dacia de Dari Gruiu. Els sis emplaçaments que formen la comuna es van construir a partir del segle xvi, a les terres de propietaris exempts i senyors del veí poble de Bădeni, i es van dividir posteriorment en tres municipis: Pietroasa de Jos, Pietroasa de Sus i Șarânga, que es van fusionar el 1968.
Tot i que inicialment era un centre d'extracció de pedra, avui la viticultura és el principal sector econòmic del poble, conegut pel vi romanès. El centre de recerca en viticultura que es troba aquí està gestionat per la Universitat de Ciències Agràries de Bucarest.

## Història
Una fortalesa dàcia es troba a 1,5 km al nord del poble de Pietroasa Mică.

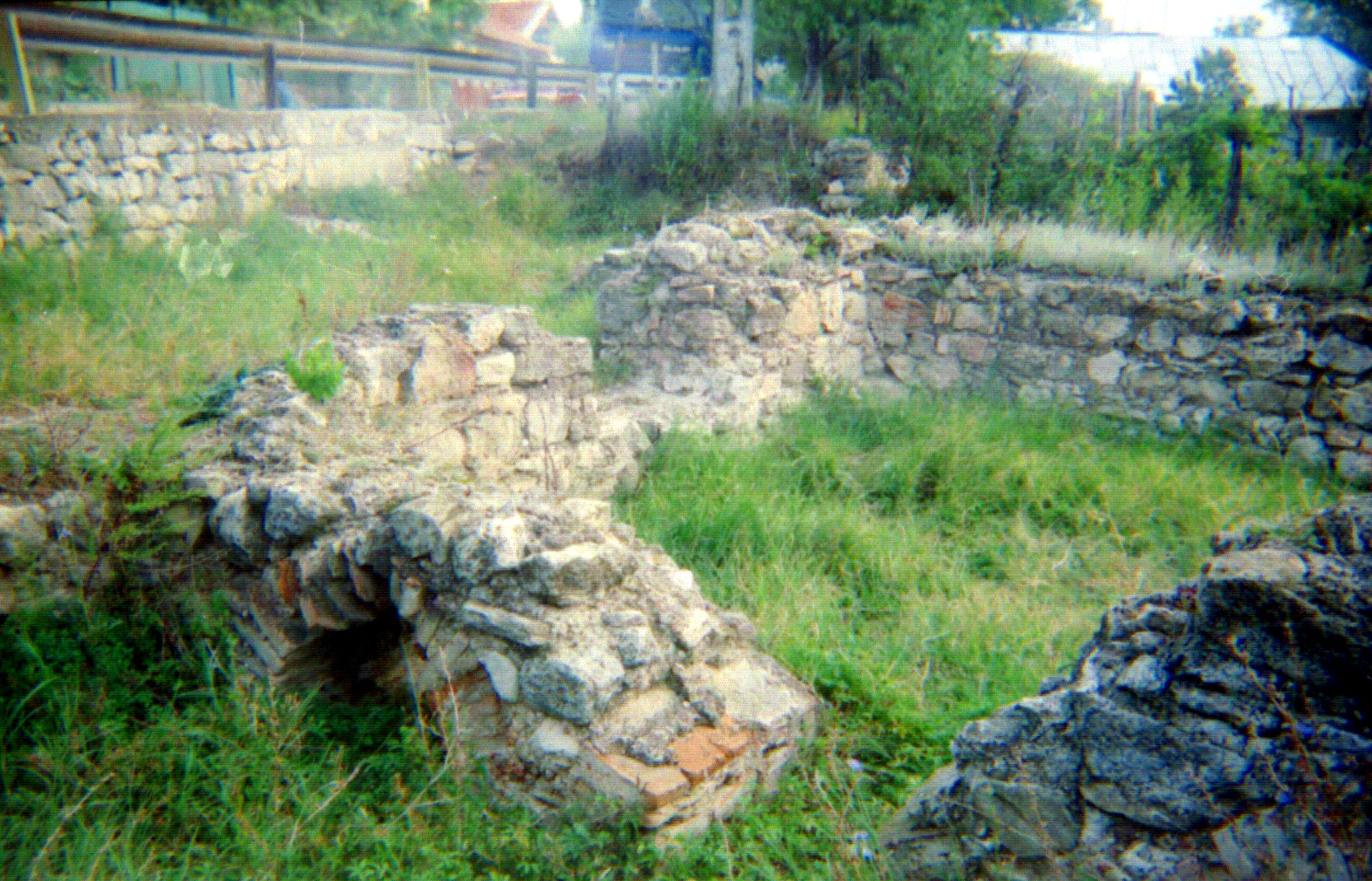
Ruïnes de les termes romanes a Pietroasele prop de la carretera comarcal.

A la zona es van descobrir les ruïnes d'un castra i termes romans del segle III-IV dC a la zona. El fortí romà de Pietroasa de Jos, molt més enllà de les calcàries danubianes i prop de l'actual Moldàvia, semblaria haver estat ocupat al segle IV dC. Estava connectat a forts de capçalera de pont (Sucidava, castra de Tirighina-Bărboși, i la deslocalitzada Constantiniana Daphne) al llarg de la riba esquerra del riu Danubi.
Prop d'aquesta fortalesa romana, construïda per Constantí I quan va crear la muralla de Constantí de les Limes Moesiae probablement cap al 330 dC, els investigadors han trobat fins i tot un petit edifici de termes als anys vuitanta. La fortificació romana (124 m x 158 m) es va construir en una zona on hi havia la cultura de Pietroasa. La paret feia 2,7 metres de gruix. Es van descobrir alguns maons estampats de XI Claudia Pia Fidelis de Durostorum, específics de les edats traianes. Segells de maons amb LEG XI CL ANT i LEG XI CPF. Actualment hi ha un petit museu a l'antic lloc del castrum.
Les prop de 4000 persones que viuen a Pietroasele viuen principalment de l'agricultura, però algunes treballen en el turisme relacionat amb els descobriments i museus romans.

## Tresor de Petroassa

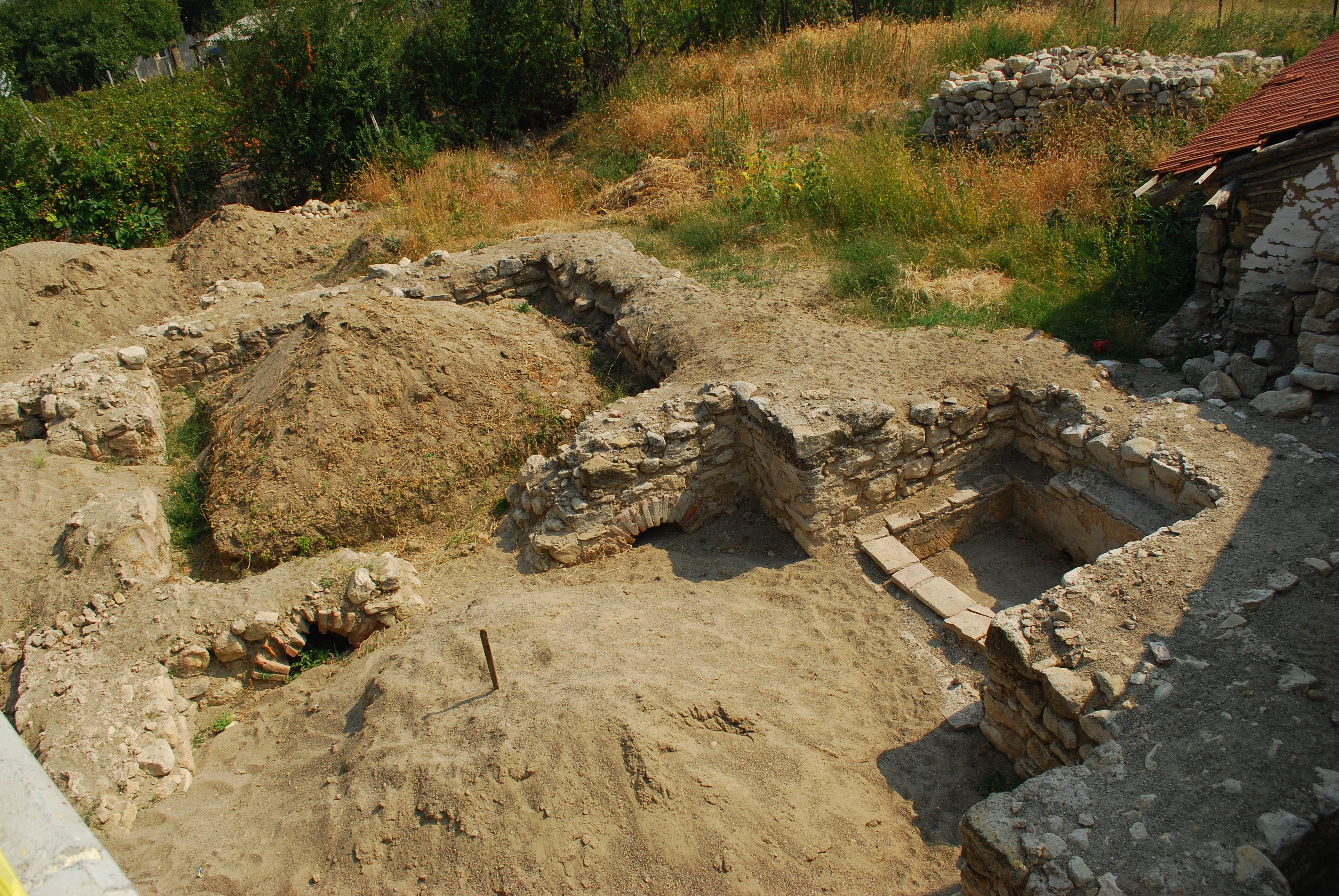
Ruïnes de les termes romanes a Pietroasele.

El tresor Pietroasele, descobert en 1837 pels habitants locals, està en exhibició en el Museu Nacional d'Història de Romania, a Bucarest. El tresor d'or original, descobert dins d'una gran tanca d'anells coneguda com a "turó Istrița" a prop de Pietroasele, és un tresor gòtic de finals del segle IV que incloïa vint-i-dos objectes d'or, entre els exemples més famosos de l'estil policromat d'art del període migratori. El pes total de la troballa va ser d'aproximadament 20 quilograms.
De les vint-i-dues peces, només n'han conservat dotze, conservades al Museu Nacional d'Història de Romania, a Bucarest: una gran fíbula amb cap d'àguila i tres més petites incrustades amb pedres semiprecioses; una patera, o plat de sacrifici rodó, modelat amb figures òrfiques envolten una deessa tridimensional asseguda al centre; una copa de dotze cares, un anell amb una inscripció rúnica gòtica, una safata gran, altres dos collarets i un càntir.
Dos dels objectius es classifiquen com a monuments d'arquitectura, tots dos al poble de Pietroasele: una font de pedra que data del 1892 i una estació de recerca en viticultura construïda el 1893. Tres objectes es consideren làpides o monuments: Crucea Frumoasă (Bella Creu), que data del segle xix, Stan Avram i Ion Lemnaru (1841) de Pietroasa Minor.